# Ashby with Oby
Ashby with Oby is een civil parish in het bestuurlijke gebied Great Yarmouth, in het Engelse graafschap Norfolk met 69 inwoners.